# Rubia siamensis
Rubia siamensis är en måreväxtart som beskrevs av William Grant Craib. Rubia siamensis ingår i släktet krappar, och familjen måreväxter. Inga underarter finns listade i Catalogue of Life.